# Hofmann-Eliminierung
Bei der Hofmann-Eliminierung (auch Hofmann-Abbau) handelt es sich um eine Namensreaktion in der Organischen Chemie, die nach dem deutschen Chemiker August Wilhelm von Hofmann benannt wurde. Bei der Hofmann-Eliminierung von Aminen  erhält man aus Aminen durch Quaternisierung (= Per-Alkylierung) des Stickstoffs und einer anschließenden Eliminierungsreaktion Alkene.

## Übersichtsreaktion
Bei der Hofmann-Eliminierung wird ein Amin in ein Alken umgewandelt, wobei das Stickstoffatom und ein vicinales Proton abgespalten werden.

## Mechanismus
Im ersten Schritt wird ein Amin mit einem Alkylierungsmittel (z. B. Methyliodid) „erschöpfend“ alkyliert; d. h., das Amin wird im Überschuss an CH3I in die quartäre Ammoniumverbindung überführt. Das Ammoniumsalz (Gegenion: Iodid)  wird mit Silber(I)-oxid, welches in wässriger Lösung als Base dient, in das Ammoniumsalz mit dem Gegenion Hydroxid überführt. Durch Eindampfen der wässrigen Lösung oder Erhitzen zerfällt Letzteres dann in einer E2-Reaktion unter Bildung des entsprechenden Alkens.
Wenn mehrere β-H-Atome vorliegen, können unterschiedliche Alkene entstehen. In vielen Fällen folgt die Eliminierung der Hofmann-Regel, d. h., es entsteht bevorzugt das Alken mit der geringsten Zahl von Alkylgruppen.

## Bedeutung
Der Hofmann-Amin-Abbau war ein wichtiges Mittel zur Strukturaufklärung stickstoffhaltiger Naturstoffe (Alkaloide).
Ein Beispiel ist der Abbau von Pseudopelletierin zu  1,3,5,7-Cyclooctatetraen durch Richard Willstätter (München, 1905).

## Bedeutung in der Medizin
In der Anästhesiologie ist die Hofmann-Eliminierung in Bezug auf die Inaktivierung bestimmter Muskelrelaxantien von Bedeutung: Die Muskelrelaxantien Atracurium und Cisatracurium werden im Körper organunabhängig abgebaut: sie zerfallen pH-Wert- und temperaturabhängig. Laudanosin und Acrylat entstehen zwar auch als Abbauprodukte, allerdings durch einen alternativen Abbauweg: die Hydrolyse durch unspezifische Plasmaesterasen.

## Quelle
- Organikum. VEB Deutscher Verlag der Wissenschaften, Berlin 1976.